# Enregistrement d'Hitler et Mannerheim

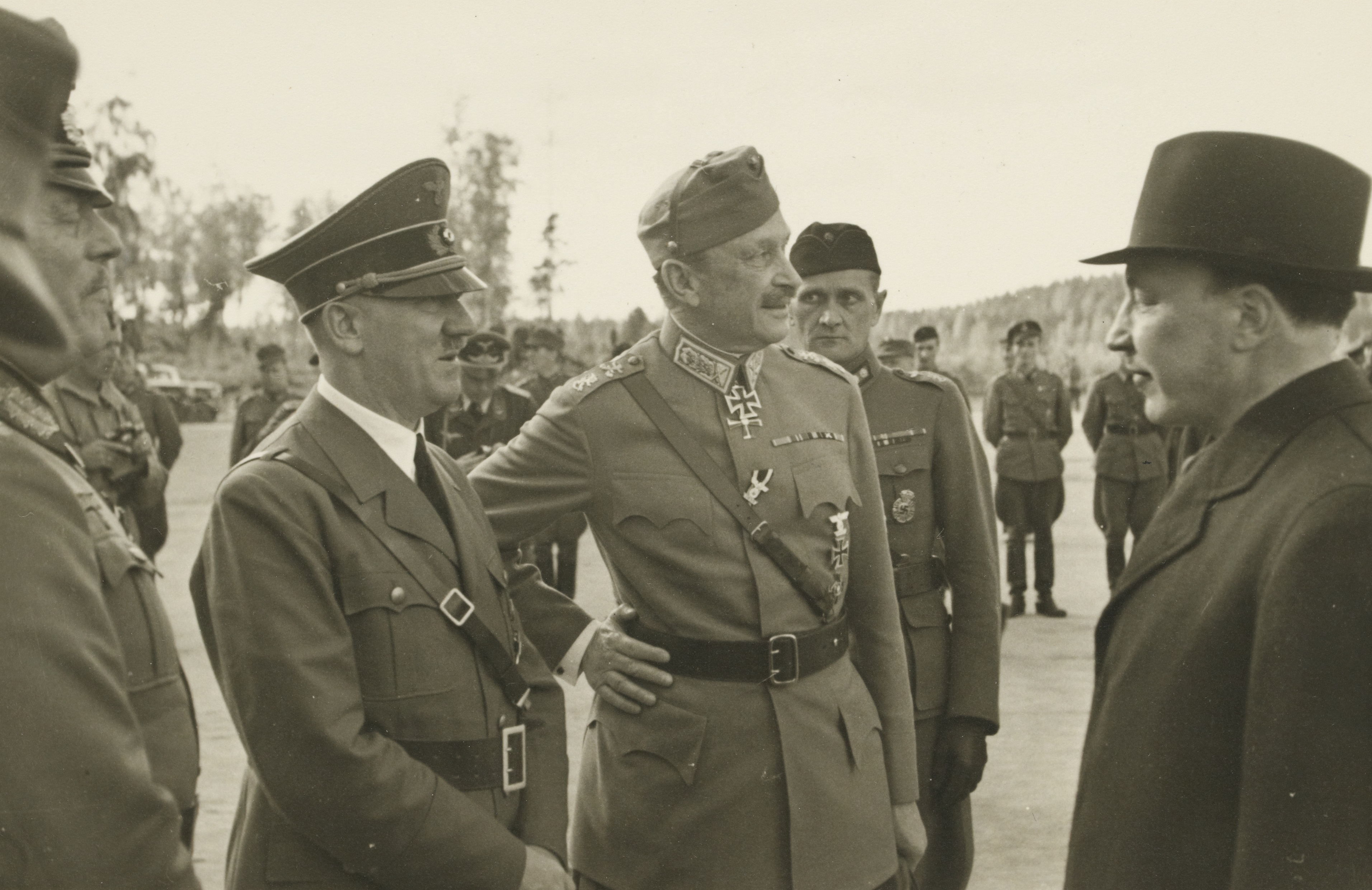
Wilhelm Keitel (à gauche), Adolf Hitler, Carl Gustaf Emil Mannerheim et le président Risto Ryti devant l'avion privé d'Hitler.

L'enregistrement d'Hitler et Mannerheim est un enregistrement d'une conversation privée entre Adolf Hitler, Führer de l'Allemagne nazie, et le maréchal Carl Gustaf Emil Mannerheim, commandant en chef des forces armées finlandaises. Il a eu lieu lors d'une visite secrète effectuée en Finlande par Hitler pour honorer le 75e anniversaire de Mannerheim le 4 juin 1942, pendant la Guerre de Continuation, un sous-théâtre de la Seconde Guerre mondiale. Thor Damen, un ingénieur du son pour le radiodiffuseur finlandais Yleisradio (YLE) qui avait été chargé d'enregistrer les débats officiels d'anniversaire, a enregistré les onze premières minutes de la conversation privée d'Hitler et Mannerheim — à l'insu d'Hitler.
C'est le seul enregistrement connu d'Hitler parlant sur un ton officieux.

## Visite d'Hitler

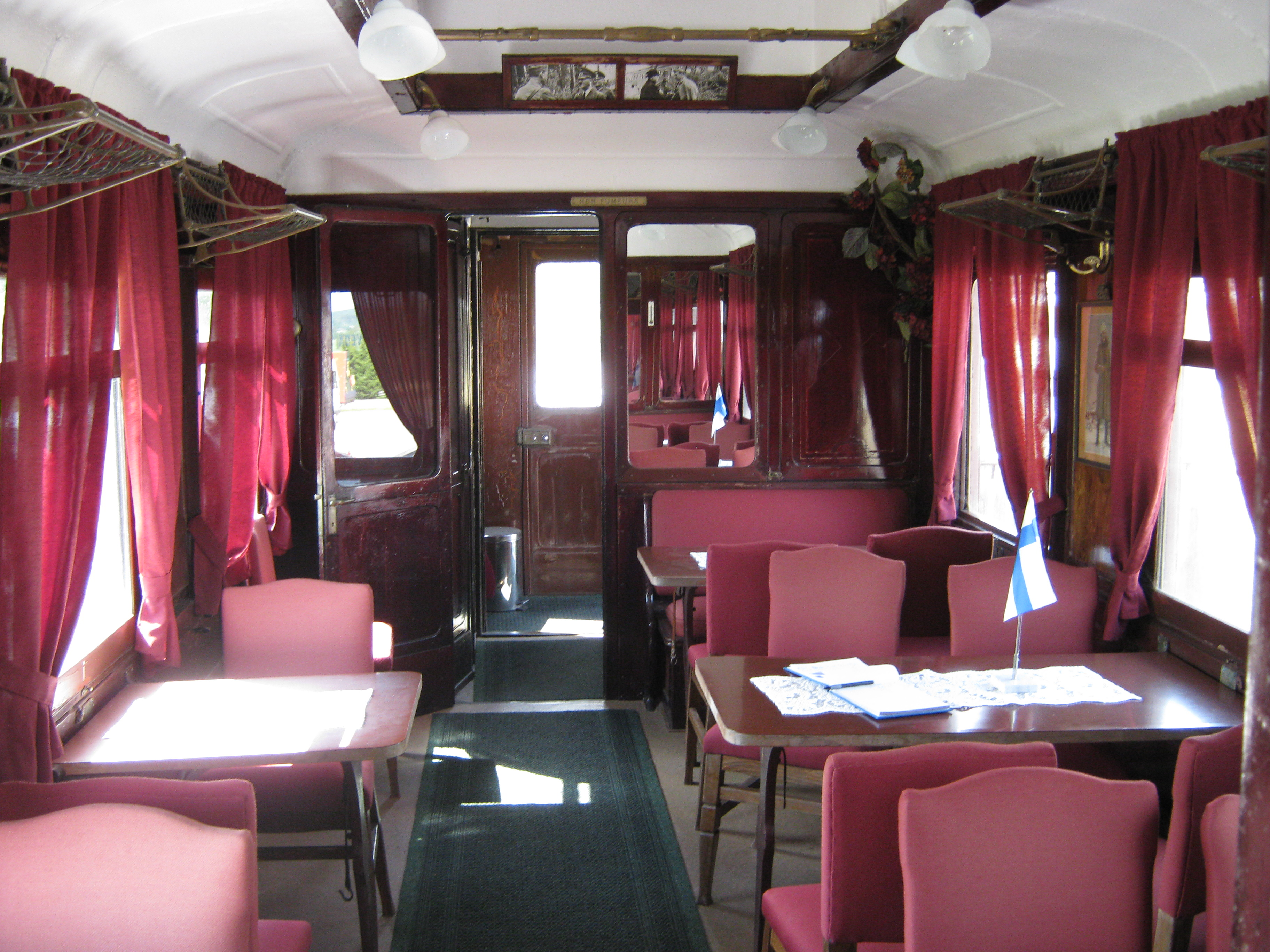
Intérieur de la voiture-salon où se déroulait le déjeuner. Cet autocar est maintenant situé dans la ville de Sastamala dans la région de Pirkanmaa.

En juin 1941, l'Allemagne nazie envahit l'Union soviétique. Malgré le succès initial et écrasant de la campagne, les Soviétiques repoussent l'assaut allemand sur Moscou et bloquent l'avance allemande. Hitler demande à ses alliés — y compris la Finlande, qui repoussait sa deuxième invasion soviétique en deux ans — d'immobiliser autant que possible l'énorme machine militaire soviétique.
En 1942, Hitler, dans le plus grand secret, se rend en Finlande, officiellement pour féliciter Mannerheim à l'occasion de son 75e anniversaire,. Mannerheim ne souhaite pas saluer Hitler à son quartier général, car cela aurait ressemblé à une visite d'État. Par conséquent, la réunion a lieu à Imatra dans le sud de la Finlande. À l'aérodrome d'Immola, Hitler a été accueilli et accompagné par le président Risto Ryti et des responsables finlandais jusqu'au train personnel de Mannerheim, où un repas d'anniversaire et des négociations ont eu lieu,.

## Enregistrement

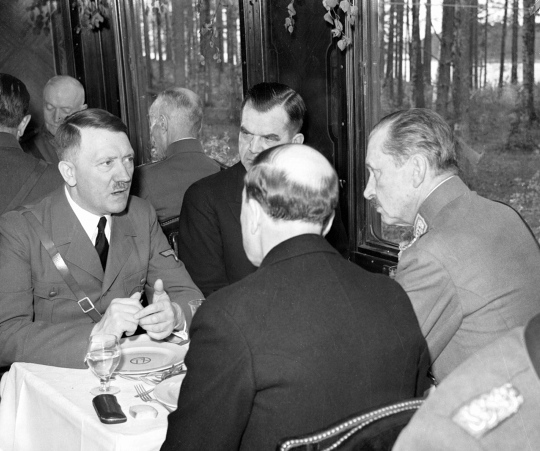
Hitler et Mannerheim discutant dans le train

Après les salutations et les discours officiels, Hitler et Mannerheim, accompagnés d'autres responsables allemands et finlandais, sont entrés dans le wagon privé de Mannerheim pour les cigares, les boissons et le déjeuner. Dans ce wagon, un grand microphone visible avait été installé par Thor Damen, un ingénieur du son pour le radiodiffuseur finlandais Yleisradio (YLE), qui avait été chargé d'enregistrer le discours officiel d'Hitler et le message d'anniversaire à Mannerheim.
Après les discours officiels, Damen a continué à enregistrer la conversation désormais privée, Hitler ignorant que la conversation était toujours enregistrée. Au bout de onze minutes, les gardes SS d'Hitler ont réalisé ce que faisait Damen et, le menaçant de mort d’un geste — mimant un égorgement —, exigent qu'il cesse d'enregistrer,. Les gardes SS ont exigé que la bande soit détruite, mais YLE a été autorisé à conserver la bande dans un conteneur scellé avec la promesse qu'elle ne serait plus jamais ouverte. La bande a été remise au chef du bureau des censeurs d'État, Kustaa Vilkuna, renvoyée à YLE en 1957 et rendue publique quelques années plus tard. C'est le seul enregistrement connu d'Hitler parlant sur un ton non officiel et l'un des très rares enregistrements dans lesquels Hitler peut être entendu livrer un récit sans élever la voix.

## La conversation
Alors que la raison officielle de la visite d'Hitler — qui avait été organisée la veille — était de célébrer l'anniversaire de Mannerheim, le but réel d'Hitler était de s'assurer que la Finlande resterait alliée à l'Allemagne nazie en rappelant les dangers du bolchévisme, prévenant ainsi toute velléité finlandaise de se rapprocher des Soviétiques ou des Alliés occidentaux. Hitler voulait s’assurer que le soutien finlandais ne faiblissait pas.
Sur la bande, Hitler domine la discussion, avec d'autres à la table — Mannerheim, Ryti et le Generalfeldmarschall Wilhelm Keitel — pour la plupart silencieux. Il y évoque l'échec de l'opération Barbarossa, les défaites italiennes en Afrique, les invasions de la Yougoslavie et de la Grèce, sa surprise face à la capacité de l'Union soviétique à produire des milliers de chars et ses préoccupations stratégiques concernant les puits de pétrole roumains. Hitler s'est efforcé de présenter la politique allemande comme ayant été constante tout au long, mais a également souligné que l'agression russe imminente ne lui avait donné d'autre choix que d'attaquer les Soviétiques.
Hormis ce large résumé de la guerre à l'Est, Hitler ne révèle aucun de ses futurs plans militaires, en particulier une offensive allemande à venir, dont les Finlandais ne sont informés que la veille de son déclenchement. Malgré la visite et le monologue d'Hitler et une visite de retour de Mannerheim, la crise militaire continue des nazis durant  les six mois suivants allaient pousser les Finlandais à chercher à se désengager de leur alliance avec l'Allemagne.
Le journaliste Jürgen Schielke, qui a transcrit les paroles de l'enregistrement, a été surpris par le langage ouvrier d'Adolf Hitler - qui faisait des fautes de grammaire à l'oral et avait un vocabulaire peu recherché et une intonation de voix grave et brute - en contraste avec le parler aristocratique de Mannerheim.

## Authenticité
Après que la bande a été révélée au public, certains ont pensé qu'il s'agissait d'un faux parce que la voix d'Hitler était trop douce. Après avoir écouté l'enregistrement, Rochus Misch, l'ancien garde du corps et opérateur radio d'Hitler, a déclaré : « Il parle normalement, mais j'ai des problèmes avec le ton ; l'intonation n'est pas tout à fait juste. Parfois, cela semble correct, mais à d'autres moments non. J'ai l'impression que c'est quelqu'un qui imite Hitler. On dirait vraiment que quelqu'un l'imite. » Des photographies prises le jour de l'événement ont montré qu'Hitler avait bu de l'alcool, ce qui aurait pu affecter sa voix, car il buvait rarement. Des spécialistes de l'Office fédéral de la police criminelle de l'Allemagne d'après-guerre ont examiné plus tard la bande, et le chef des fréquences Stefan Gfroerer a déclaré qu'il est « très évident pour nous que c'est la voix d'Hitler. ». 

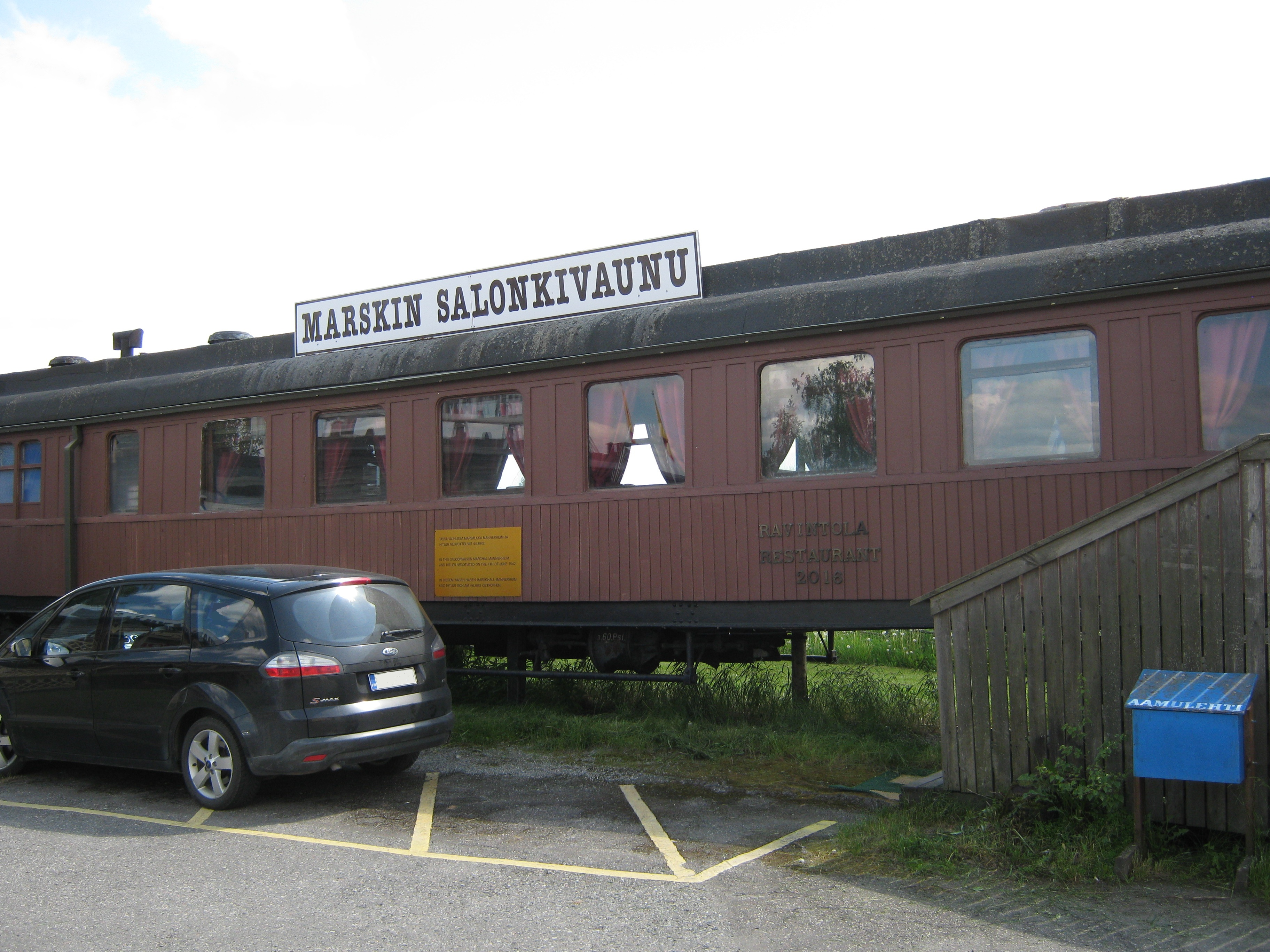
La voiture où a eu lieu la rencontre.

## Dans la culture populaire
- L'intérieur de la voiture de Mannerheim, où la rencontre avec Hitler a eu lieu, est exposé à l'extérieur d'une station-service Shell sur la route nationale finlandaise 12 à Sastamala, Pirkanmaa. Il est ouvert au public depuis 1969[13]. Le wagon privé, où l'enregistrement a eu lieu, est situé à Mikkeli. Il n'est ouvert au public qu'une fois par an, le 4 juin, jour de l'anniversaire de Mannerheim[14].

- L'enregistrement a été utilisé par l'acteur suisse Bruno Ganz lorsqu'il a répété la manière de parler d'Hitler pour son rôle dans le film La Chute de 2004[6].